# فیض‌آباد (راور)
فیض آباد، نام مجموعه روستا‌هایی از توابع بخش مرکزی شهرستان راور در استان کرمان ایران است. فیض‌آباد متشکل از روستاهای متعددی با نام های کهنوج، حجت‌آباد، دیمسکان، فیض‌آباد علیا و مرکزی، سَرِ مُهر، سینکوئیه و چونگوئیه است که همۀ این روستاها در همجواری یکدیگر واقع شده‌اند و 40 کیلومتر با شهر راور فاصله دارند.

## ویژگی‌های انسانی
مردمان این منطقه از نظر قومی فارس و به لهجۀ خاص خود به زبان فارسی سخن می‌گویند و مذهبشان نیز شیعۀ دوازده‌امامی است.

## جمعیت
براساس سرشماری مرکز آمار ایران در سال ۱۳۹۰، جمعیت این روستا ۲۰۰۰ تن (۵۰۰خانوار) بوده‌ است.

## آب‌و‌هوا
فیض‌آباد در منطقه‌ای کوهستانی واقع شده است و دارای آب‌وهوای معتدل کوهستانی می‌باشد، و از این لحاظ این روستا یکی از خنک‌ترین و پُرباران‌ترین مناطق شهرستان راور و استان کرمان است.

## کوه‌ها
کوه گاو با ارتفاعِ ۳۵۵۰ متر بلندترین کوه میان شهرستان‌های راور، زرند و کوهبنان است که در این روستا قرار دارد.

## محصولات کشاورزی
با توجه به آب‌و‌هوای مناسب و وجود چشمه‌ها و قنات‌های بسیار در این روستا، محصولات متعددی نظیر گندم، زردالو، توت سفید، شاه توت، آلبالو، هلو و ... برداشت می‌شود.
از مهمترین محصولات کشاورزی فیض‌آباد نیز که حتی صادرات هم می‌شود، می‌توان به گردو، زعفران و مویزِ توت‌سفید اشاره کرد که منبع درآمد برای اهالی روستا است، و شایان ذکر است زعفران فیض‌آباد از اعلاترین زعفران‌های ایران است.

## مکان‌های دیدنی و گردشگری
آبشار مشهور، امام‌زاده و باغ ولیعصر، چشمۀ سرمور، چشمۀ دیمسکان، چنارهای بلند قامت و قدمت، برج‌های تاریخیِ سینکوئیه و دیمسکان از مهم‌ترین مکان‌های دیدنی و گردشگری این روستا هستند.
همچنین کوه گاو نیز که در بالا اشاره شد، یکی از مهم‌ترین مکان‌ها برای کوهنوردان و علاقمندان با ارتفاع ۳۵۵۰ متر است که دارای جاذبه های دیدنی بسیاری است از جمله آبشار پلکانی، منزل علی حاجی و گدار ناسارو.
علاوه بر این‌ها، اخیراً خانه‌های بوم‌گردی نیز در جاهای متعدد روستا تأسیس شده که در دسترس گردشگران و مسافران است.

## فاصله تا شهر های اطراف
تا راور، ۴۰ کیلومتر (۳۰ دقیقه)
تا کوهبنان، ۳۹ کیلومتر (۳۰ دقیقه)
تا کرمان، ۱۷۸ کیلومتر (۲ ساعت و ۱۵ دقیقه)
تا زرند، ۱۲۳ کیلومتر (۱ ساعت و ۳۰ دقیقه)
تا بافق، ۱۷۰ کیلومتر (۲ ساعت و ۱۵ دقیقه)
تا یزد، ۲۹۱ کیلومتر (۳ ساعت و ۳۰ دقیقه)